# 켄 키지
케네스 엘턴 키지(Kenneth Elton Kesey, 1935년 9월 17일 ~ 2001년 11월 10일), 간단히 켄 키지(Ken Kesey)라고 잘 알려진 미국의 작가이다. 메리 프랭크스터스의 리더로 잘 알려져 있다. 작품으로는 1962년 발표된 《뻐꾸기 둥지 위로 날아간 새》가 제일 잘 알려져 있다.

## 약력
1935년 콜로라도 라헌타에서 농부의 아들로 태어났다. 1946년 오리건주 스프링필드로 이주하였다. 1956년 오리건 대학교에 입학하였다. 1962년 《뻐꾸기 둥지 위로 날아간 새》로 작가로 데뷔한다.
1964년 여름, 히피 집단 메리 프랭크스터스의 리더가 되어를 닐 캐서디가 운전하는 버스 퍼서를 타고 미국에 LSD를 전파하는 투어를 시작했다.
2001년 11월 10, 오리건의 병원에서 간암으로 별세하였다. 향년 66세.

## 같이 보기
- 사랑의 여름